# Editorial Kontre Kulture
Editorial Kontre Kulture es una editorial francesa independiente, fundada en 2011 por Alain Soral en París.

## Descripción
Kontre Kulture es una editorial que publica ensayos de autores contemporáneos, a menudo políticos, y ofrece la reedición de obras publicadas en el  dominio público.

## Autores publicados
- Ezra Pound
- Mijaíl Bakunin
- Abel Bonnard
- Georges Sorel
- Alphonse Toussenel
- Pierre-Joseph Proudhon
- Abraham León
- Edouard Berth
- Alain Soral
- Vere Gordon Childe
- Léon Bloy
- Francis Delaisi
- Édouard Drumont
- Gustave Le Bon
- Piotr Kropotkin
- Jean-Jacques Rousseau
- Maurice Talmeyr
- Charles Maurras
- Otto Weininger
- Werner Sombart
- Henry Ford
- Henry David Thoreau
- Jacques Bainville
- Karl Marx
- Douglas Reed
- Muamar el Gadafi
- Bernard Lazare
- Marion Sigaut
- Arnaul de Tocsin
- Thomas Sankara
- Jacques Thomet
- Mathias Cardet
- Felix Niesche
- Imran N. Hosein
- Gilad Atzmon
- Farida Belghoul